# Classe Java
La classe Java fu una classe di incrociatori leggeri costruiti per la Koninklijke Marine olandese a metà degli anni venti; la classe era composta da due unità, la Hr. Ms. Java e la Hr. Ms. Sumatra, mentre la costruzione di una terza nave (Hr. Ms. Celebes) fu cancellata prima ancora di cominciare. Benché obsolete entrambe le unità realizzate presero parte alla seconda guerra mondiale: la Java finì affondata nel corso della battaglia del Mare di Giava il 27 febbraio 1942, mentre la Sumatra venne radiata dal servizio attivo nell'aprile del 1944.

## Il progetto
Le unità della classe Java furono concepite nel periodo immediatamente precedente alla prima guerra mondiale come unità di punta della squadra navale destinata alla protezione delle Indie Orientali Olandesi: l'idea era quella di destinare gli incrociatori al contrasto delle unità leggere di superficie nemiche, mentre la numerosa flotta di sommergibili olandesi si sarebbe concentrata contro le navi trasporto-truppe e le unità maggiori di una eventuale forza di invasione.
Il loro design riprendeva quello degli incrociatori da battaglia tedeschi loro contemporanei, e le unità furono concepite per poter ospitare i cannoni 15 cm No 6 della Krupp, ritenuti più che sufficienti per far fronte ai loro previsti diretti avversari, gli incrociatori leggeri giapponesi del 1912: dieci di questi cannoni furono installati in altrettante barbette singole; completavano l'armamento otto cannoni Bofors 40 mm antiaerei (quattro impianti binati), otto mitragliatrici Browning M2 calibro .50 e 10-12 lanciatori per bombe di profondità, mentre non erano presenti impianti lanciasiluri. I Java potevano portare due idrovolanti Fokker C.XI, sebbene non fossero presenti catapulte per aerei.
A causa di vari problemi, tra cui l'approvvigionamento di materie prime a causa del primo conflitto mondiale, la costruzione delle due unità non iniziò prima del maggio-luglio 1916, procedendo poi a rilento; di conseguenza, già al momento del varo le due unità risultarono piuttosto obsolete, in particolare per quanto riguardava la disposizione delle artiglierie principali in barbette e non in torrette girevoli.

## Unità
| Nome    | Cantiere                                          | Impostazione   | Varo             | Entrata in servizio | Destino finale |
| ------- | ------------------------------------------------- | -------------- | ---------------- | ------------------- | --- |
| Java    | Koninklijke Maatschappij de Schelde di Flessinga  | 31 maggio 1916 | 6 agosto 1921    | 1º maggio 1925      | affondata il 27 febbraio 1942 da unità navali giapponesi durante la battaglia del Mare di Giava |
| Sumatra | Nederlandse Scheepsbouw Maatschappij di Amsterdam | 15 luglio 1916 | 29 dicembre 1920 | 26 maggio 1926      | radiata dal servizio attivo il 29 aprile 1944 e ceduta alla Royal Navy, affondata poi come frangiflutti per un Mulberry Harbour durante lo sbarco in Normandia del giugno 1944; lo scafo fu recuperato e avviato alla demolizione nel febbraio del 1951 |

Il contratto per la realizzazione di una terza unità, la Hr. Ms. Celebes, venne approvato il 14 giugno 1917 con varo previsto per il luglio 1921; la realizzazione dell'unità venne poi cancellata prima ancora di dare avvio all'impostazione, e al suo posto venne invece prevista un'unità di nuova concezione, la futura Hr. Ms. De Ruyter.